# Elachertus tumidiscapus
Elachertus tumidiscapus é uma espécie de insetos himenópteros, mais especificamente de vespas pertencente à família Eulophidae.
A autoridade científica da espécie é Askew, tendo sido descrita no ano de 1982.
Trata-se de uma espécie presente no território português.